# Metro-Goldwyn-Mayer
Metro-Goldwyn-Mayer (произносится мэ́тро-го́лдвин-ма́ер; сокр. MGM, произносится эм-джи-эм) — американская компания, специализирующаяся на производстве и прокате кино- и видеопродукции. С 1924 по 1942 годы — безоговорочный лидер голливудской киноиндустрии. Вслед за крушением студийной системы MGM не смогла приспособиться к реалиям Нового Голливуда и после многократной смены собственников объявила в 2010 году о банкротстве, но вскоре сообщила, что выходит из него.
В мае 2021 года стало известно, что корпорация Amazon покупает киностудию MGM. Сделка была завершена в марте 2022 года
Со времени образования студии до 1970-х гг. основная съёмочная площадка была расположена в городке Калвер-Сити (Калифорния). В «копилке» кинокомпании по состоянию на март 2009 года — 205 премий «Оскар», из них 15 — за лучший фильм.

## История

### Истоки и первые годы (1924—1927)
Компания «Metro-Goldwyn-Mayer» была основана в апреле 1924 года владельцем крупной сети кинотеатров, Маркусом Ловом, организовавшим слияние трёх кинопроизводителей — «Metro Pictures», «Goldwyn Pictures» С. Голдвина и «Louis B. Mayer Pictures» Луиса Б. Майера. Поскольку Николас Шенк, компаньон Лова, был занят обустройством кинотеатров на восточном побережье, в качестве заведующего кинопроизводством в Калифорнии был назначен Л. Б. Майер (в ранге вице-президента).
Логотипом новой компании стал рычащий лев студии Голдвина, впервые появившийся на киноэкранах в 1916 году. У той же студии был позаимствован девиз «Искусство ради искусства». С 1932 г. рекламная стратегия компании базировалась на утверждении, что в её фильмах «больше звёзд, чем на небе».

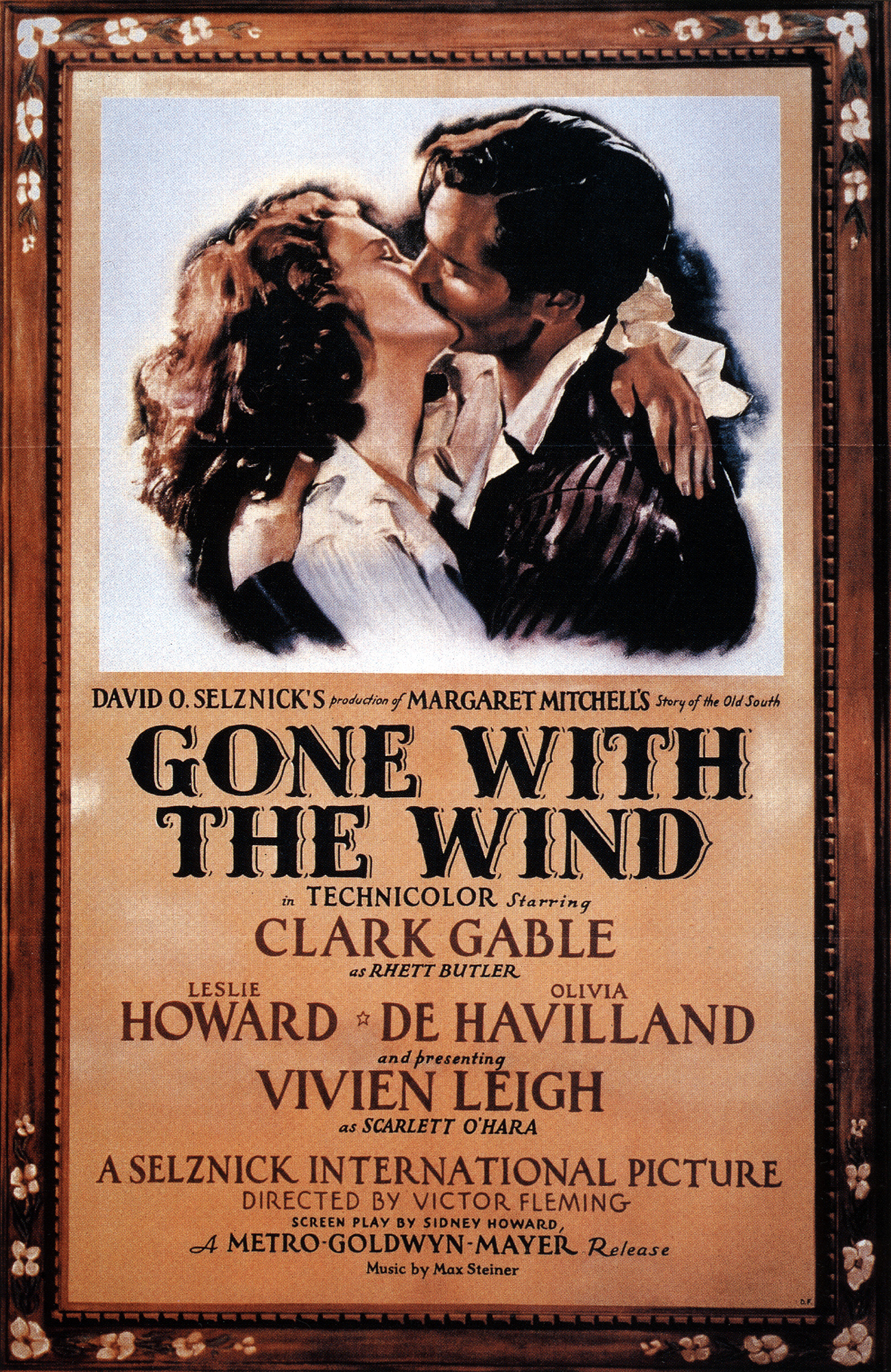
Афиша к фильму «Унесённые ветром» (1939)

Первой задачей Майера было завершение съёмок самого крупнобюджетного фильма в истории немого кино, «Бен-Гур: история Христа»; этот проект достался ему в наследство от студии Голдвина. Триумф этого фильма позволил MGM обойти Universal Studios в качестве крупнейшей по выручке студии США. Звание «локомотива Голливуда» и первое место в «большой пятёрке» кинопроизводителей MGM сохранит на протяжении последующих 30 лет.

### Золотой век Голливуда (1927—1936)
После смерти Лова в 1927 году, между Шенком и Майером развернулась подковёрная борьба за контроль над крупнейшей студией Америки. Шенк попытался продать акции Лова киномагнату Уильяму Фоксу, владельцу Fox Film Corporation, однако Майеру удалось заблокировать эту сделку через антимонопольное ведомство. Фактически съёмками фильмов в Калвер-Сити руководили Ирвинг Тальберг и Гарри Ропф. В немых фильмах студии блистали Грета Гарбо, Норма Ширер, Джоан Кроуфорд; с началом звуковой эры к числу звёзд MGM добавились Кларк Гейбл, Джин Харлоу, Спенсер Трейси, Уоллес Бири.
Под руководством Тальберга и Майера студия выпускала приблизительно 50 фильмов в год. В отличие от своих конкурентов, MGM стабильно выплачивала дивиденды акционерам. Даже в разгар Великой депрессии не было такого года, который студия окончила бы с убытком.
Финансовое благополучие позволяло MGM финансировать экспериментальные в техническом отношении проекты. Именно MGM вошло в историю как первопроходец цветного кинематографа. В 1928 году Майер выпустил первый полнометражный цветной фильм со звуковой дорожкой — «Викинг». Начиная с 1938 года, студия ежегодно выпускала по два фильма в текниколоре. Наиболее успешными стали «Волшебник страны Оз» 1939 года и «Северо-западный проход» 1940 года.
В середине 1930-х на MGM были сняты высокохудожественные экранизации классических романов XIX века. Их создание курировал Д. Селзник, зять Л. Б. Майера. Позднее Селзник организовал собственную студию, однако его самый масштабный проект — «Унесённые ветром» — вышел в прокат под эгидой Metro-Goldwyn-Mayer.

### После Тальберга (1936—1940)

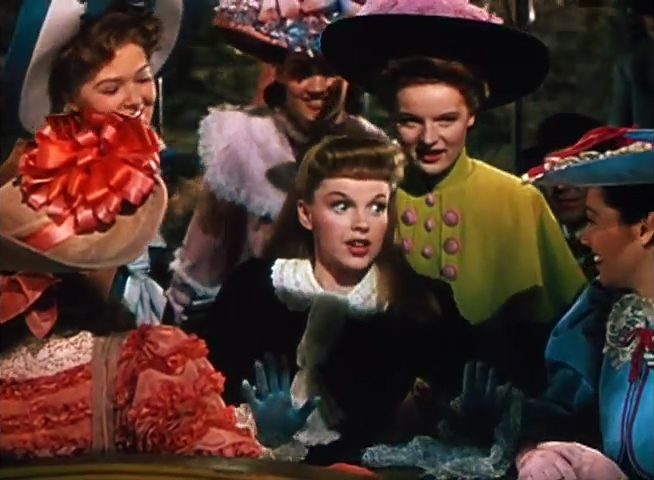
Кадр из музыкального фильма «Встреть меня в Сент-Луисе» с Джуди Гарленд

Смерть Тальберга в 1936 году и уход со студии Селзника вынудили Майера заняться текущими вопросами кинопроизводства. Не доверяя собственному мнению, Майер сформировал комитет, который был призван оценивать потенциал того или иного проекта. Эпоха экспериментов была в прошлом. Вместо того, чтобы зажигать новые «звёзды», MGM делало ставки на проверенных временем любимцев публики. Новые сценарии пропускались через сито многочисленных комитетов и комиссий. Предпочтение отдавалось материалу, пригодному для семейного просмотра, — мюзиклам, сиквелам и другим. В 1940-е годы число выпускаемых на студии фильмов сокращается вдвое, а затраты на их производство растут. Начинается отток «звёзд» на другие студии, и в первую очередь Paramount Pictures, которая в 1942 г. впервые обходит соперника по кассовым сборам.
Примерно четвёртую часть фильмов MGM в 1940-е годы составляли мюзиклы. Из-за участия большого коллектива авторов и исполнителей песен, танцоров, массовки их создание обходилось гораздо дороже, чем съёмки обычного фильма. В главных ролях были заняты самые высокооплачиваемые звёзды — Фред Астер, Джин Келли, Джуди Гарланд, Фрэнк Синатра. Под руководством Артура Фрида в 1950-е годы на MGM были поставлены непревзойдённые вершины этого жанра — «Поющие под дождём», «Американец в Париже» и «Жижи».

### Мультфильмы MGM
Одним из самых успешных подразделений MGM (до закрытия в 1957 году) было мультипликационное, где в 1940-е годы работали художники-мультипликаторы Текс Эйвери (Red Hot Riding Hood, Swing Shift Cinderella, фильмы про собаку Друпи), дуэт Харман-Айзинг (фильмы про медвежонка Барни) и дуэт Ханна-Барбера (мультфильмы про Тома и Джерри, из которых 7 были удостоены «Оскара»).
История этого подразделения началась в 1930 году, когда Майер заказал знаменитому Абу Айверксу создание мультперсонажа для первых мультфильмов в текниколоре. Так появился лягушонок Флип, к которому вскоре присоединился Вилли Воппер. Эти творения Айверкса не имели большого успеха у публики. В 1934 году Майеру удалось переманить от Леона Шлезингера на MGM мультипликаторов Хармана и Айзинга, создателей персонажа Боско, который появлялся в Looney Tunes. По аналогии со шлезингеровским циклом Merrie Melodies был запущен собственный проект для детей — Happy Harmonies.

### Эра Дора Шэри (1948—1960)
В 1948 году Майер пригласил на вакантное место «нового Тальберга» подающего надежды продюсера Дора Шэри из RKO. С целью оптимизации расходов новобранец стал расторгать контракты с заслуженными ветеранами студии, включая легендарную Джуди Гарланд. В 1951 г. жертвой этой политики пал и сам Майер, вынужденный покинуть студию. Суть его конфликта с Шэри сводилась к тому, что последний предпочитал «идейные» ленты, укоренённые в послевоенной реальности, а Майер по-прежнему давал зелёный свет мюзиклам и другим эскапистским фантазиям с налётом гламура. В 1955 году удалился на покой и второй отец-основатель студии, Николас Шенк.
В связи с начавшимся массовым распространением телевидения в конце 1950-х наблюдался отток зрителей из кинотеатров. Студийная система была законодательно приравнена к монополизму, и под давлением государства MGM был вынужден отказаться от собственной сети кинотеатров. По итогам 1957 года компания впервые за всю свою историю зафиксировала убыток. В следующем году акционеры добились отставки Дора Шэри. Одновременно были расторгнуты контракты с последними ветеранами студии. Анимационное подразделение было закрыто за нерентабельностью. С этого времени начался постепенный, но необратимый упадок МGM, сопровождавшийся сокращением её доли на национальном кинорынке.

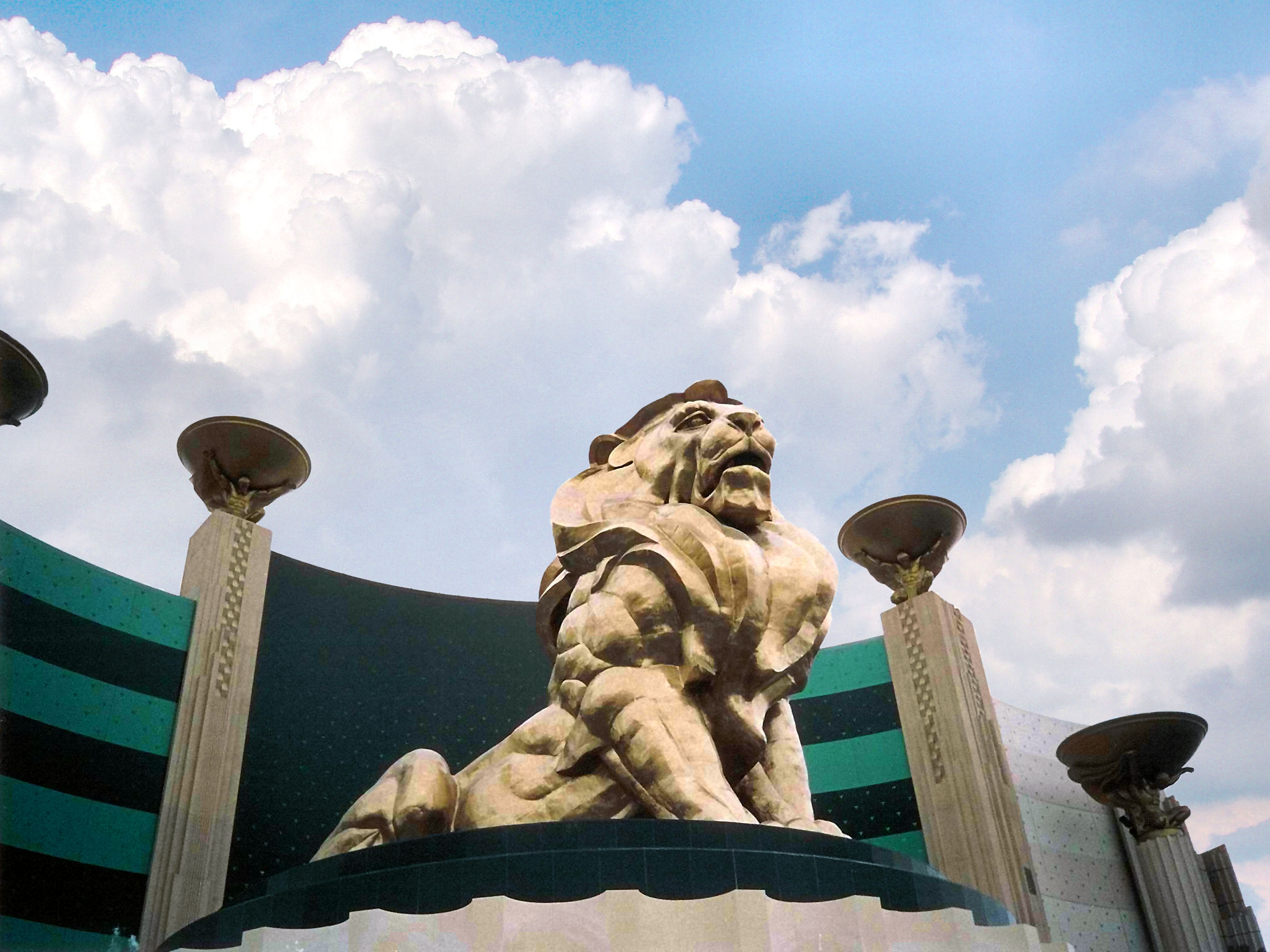
Эмблема компании у входа в гостинично-развлекательный комплекс MGM Grand (Лас-Вегас)

При Доре Шэри компания научилась извлекать прибыль из телевизионного бума. В ноябре 1956 года «Волшебник страны Оз» был впервые показан на телевидении, причём с фантастическим рейтингом. Довольно скоро выяснилось, что телепоказы старой классики MGM способны приносить не меньший доход, чем кинопрокат новых фильмов.

### Эпические постановки (1960—1970)
На фоне небывалой популярности пеплумов новое руководство студии приняло рискованное решение переключиться с традиционных мюзиклов на эпические постановки, которые требовали огромного бюджета. Новая версия «Бен-Гура» (1959) не только имела оглушительный успех у публики, но и собрала рекордный урожай «Оскаров». Триумф одного фильма такого калибра мог нивелировать провал десятка обычных кинолент.
В рамках этой стратегии в 1960-е годах на MGM были реализованы такие масштабные проекты, как звёздный вестерн «Как был завоёван Запад» Джона Форда, «Доктор Живаго» Дэвида Лина и «Космическая одиссея» Стэнли Кубрика. Эти фильмы имели успех, однако провал многих других эпических постановок поставил студию в конце 1960-х на грань банкротства.

### Распродажа (1969—1979)
Интерес к бедствующей студии проявил миллионер Кирк Керкорян, который занимался обустройством недвижимости в Лас-Вегасе. Приобретя MGM в 1969 году, он радикально сократил количество производимых на студии фильмов. Более всего инвестора привлекали земли в Калвер-Сити (проданные под строительство жилья) и накопленная MGM за 45 лет гламурная репутация. Название студии было использовано при ребрендинге принадлежавших Керкоряну в Лас-Вегасе казино и отеля. Уникальная коллекция декораций и сценического антуража (включая рубиновые туфельки Дороти из «Волшебника страны Оз») ушла с молотка. В 1975 г. была продана звукозаписывающая студия, — MGM Recording Studios.
При Керкоряне студия производила пять-шесть относительно малобюджетных лент в год. Дистрибуция осуществлялась по каналам United Artists. Со временем Керкорян окончательно потерял интерес к кинопроизводству; в 1979 году он объявил, что MGM отныне становится гостиничной сетью (MGM Resorts International).

### Банкротство и настоящее время (c 1986)

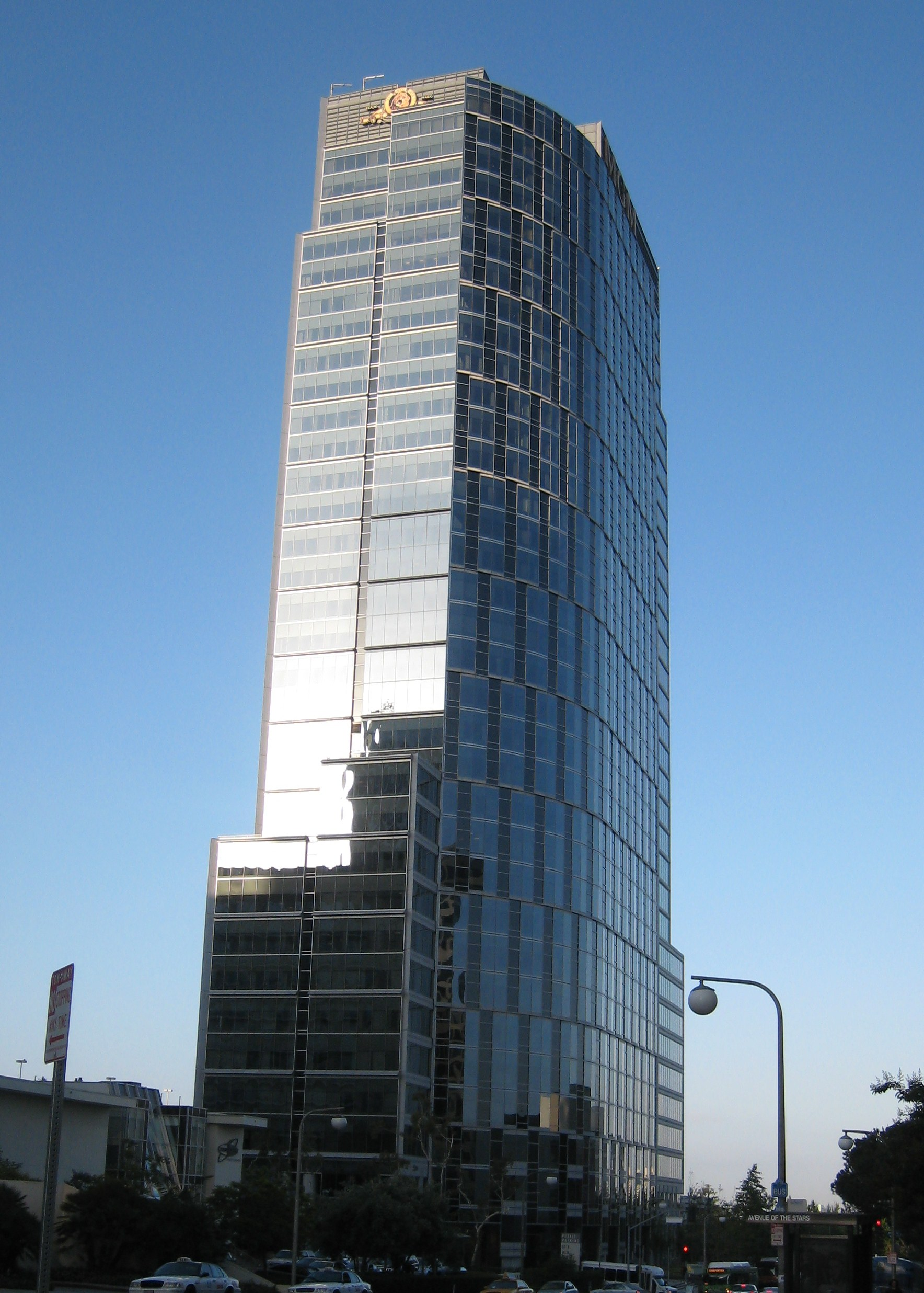
MGM Tower, бывшая штаб-квартира компании в Лос-Анджелесе

После Керкоряна новую жизнь в легендарную студию пытались вдохнуть Тед Тёрнер (владелец с 1986) и Джанкарло Парретти (с 1990). Ещё при Керкоряне произошло присоединение к MGM другой классической студии, United Artists, главным сокровищем которой были права на шедевры мирового кинематографа, а также Бондиану. В 1997 году за 573 млн долл. были выкуплены права на каталог фильмов компаний Orion Pictures, Samuel Goldwyn Company и Motion Picture Corporation of America.
В 2005 владение MGM перешло к Sony Pictures. С этого времени студия становится фактическим сателлитом Columbia Pictures, «жемчужины» в короне Sony.
В ноябре 2010 года компания объявляет себя банкротом при долге в 4 млрд долл. Однако уже 20 декабря MGM заявила, что выходит из банкротства и даже совместно с Columbiа производит семейный фильм «Мой парень из зоопарка».
Под маркой MGM корпорация Sony продолжает выпускать новые фильмы о Джеймсе Бонде. Так, фильм «007: Координаты «Скайфолл»» (2012) собрал в прокате более 1 млрд долл., что стало лучшим результатом за всю историю студии (если не учитывать инфляцию).
В 2013 и 2015 годах Starz Entertainment подписало эксклюзивное соглашение с MGM на показ 585 кинофильмов и 176 ТВ-шоу. Начиная с августа 2019 года Starz находила на стриминговых сервисах и других платформах более 100 фильмов из договора, из-за чего 4 мая 2020 года подала в суд.
В декабре 2020 года MGM наняла Morgan Stanley и LionTree Advisorsore для поиска потенциальных покупателей.
26 мая 2021 года компания Amazon решила выкупить Metro Goldwyn Mayer за $8,45 млрд. В марте 2022 года ретейлер завершил сделку по приобретению MGM за $8,5 млрд.

## Логотипы
Логотип компании представляет собой льва, рычащего перед камерой, окружённого кинолентой и маской внизу. Всего киностудию представляли семь различных пород этих животных. На данный момент используется изображение льва Лео, которое служит логотипом ещё с 1957 года.
В 2012 году появилась новая, удлинённая заставка MGM в формате высокой чёткости, с трёхмерным логотипом. Впервые она была показана в начале фильма «Скайфолл».
В марте 2021 был представлен новый логотип компании, выполненный студией Baked Studios, на котором лев изображён с помощью компьютерной графики. Причиной отказа MGM от прежней заставки стали современные разрешения экрана — снятую в 1957 году, её стало очень трудно доводить до цифровых стандартов 4K и 8K. Были визуально изменены и остальные элементы заставки: золотая плёнка, буквы и маска внизу — в новой версии всё выглядит более ярким, чётким и детализированным.

## MGM Home Entertainment
Видеокомпания «MGM UA Home Video» основана в 1979 году и выпускала фильмы и мультфильмы собственного производства на видеокассетах Betamax и VHS. В 1980 году объединилась с видеокомпанией «CBS Video» в совместное предприятие «MGM/CBS Home Video». В 1982 году видеокомпания переименована в «MGM/UA Home Video», когда начала выпускать на видеокассетах фильмы компании United Artists. Позже, к началу 1990-х компания также выпускала свои фильмы на Laserdisc. За время существования видеокомпании их заставки неоднократно менялись. С 1982 года в заставке появляется логотип со львом. С 1993 по 1996 год в заставке камера проносится вперёд над плёнкой, где в каждом кадре мелькала заставка со львом, потом камера вылетела за пределы, где показывался логотип, в котором рычал лев, наконец, появляется подпись «MGM/UA Home Video». В 1998 году видеокомпания переименована в «Metro-Goldwyn-Mayer Home Entertainment». В конце 1990-х создан DVD-дистрибьютор «MGM DVD», который выпускает свои фильмы на DVD-дисках. В 1999 году переиздала отреставрированную версию мультфильма «Yellow Submarine».